# جوزيه لويس كابريرا
جوزيه لويس كابريرا (بالإنجليزية: José Luis Cabrera؛ بالإسبانية: José Luis Cabrera) هو رسام أمريكي وغواتيمالي، ولد في 1984.